# 西部走廊鐵路
西部走廊鐵路，又稱西部鐵路走廊，簡稱西部走廊，是香港鐵路網絡中服務香港新界西部鐵路網絡，連接新界西與九龍西。西部走廊鐵路分為三部份：港口鐵路線、長途客運線及近郊客運線。近郊客運線即部分九廣西鐵（現爲屯馬綫一部分）於2003年12月20日通車，另北環綫部分改由港鐵公司擁有及興建，預計2034年啟用；而其餘路段的計劃取消。

## 歷史
西部走廊鐵路的概念於1970年代出現，香港政府開發屯門新市鎮及元朗新市鎮，需要集體運輸系統連接至香港市區。然而香港政府至1994年發表《鐵路發展策略》時，才正式提議西部走廊鐵路的計劃。根據《鐵路發展策略》的建議，西部走廊鐵路分為三部份：港口鐵路線、長途客運線及近郊客運線。整個項目被建議優先為興建，預計耗資231億港元，於2001年落成及啟用。未來更可以在西部走廊鐵路的基礎之下興建西部外走廊鐵路，連接新界南、大嶼山及香港島西。
1995年，政府邀請地鐵公司及九廣鐵路公司提交計劃書。當中地鐵公司方案的優勢是客運線可與當時興建中的東涌綫整合，使列車可直接來往新界西及香港島。而九鐵公司方案的優勢，則是客運線可配合九鐵公司經營的輕便鐵路作為接駁交通工具，加上在貨運鐵路和貨物處理的經營上已擁有不少經驗。 

### 近郊客運線
1995年8月18日，屯門公路發生大石塌下事件，加上其後颱風肯特襲港，屯門公路往九龍方向封閉近兩星期，促使政府改變策略，優先興建近郊客運線（錦田至羅湖及落馬洲段除外），暫時擱置港口鐵路線及長途客運線，近郊客運線於1996年由九廣鐵路公司投得，於1998年起興建。因應屯門居民的強烈要求，原來屬於西部外走廊鐵路一部份的近郊客運線屯門至元朗段亦一併於同期興建，將鐵路西北面總站由天水圍延長至屯門市中心；最後整條鐵路於2003年12月20日通車，稱為九廣西鐵。2007年12月2日，兩鐵合併，九廣西鐵改由港鐵公司營運，並且將其更改名稱為西鐵綫，2021年6月27日改為屯馬綫。
至於錦上路站至羅湖及落馬洲一段的近郊客運線，在2000年的《鐵路發展策略2000》中稱之為北環綫。兩鐵合併後，該項目改由港鐵負責，並於2025年7月簽訂首份興建協議，確定以「擁有權」形式興建；至此，該段近郊客運線再與九鐵無關。

### 長途客運線
長途客運線的計劃，於2000年代初由「區域快線」（現稱廣深港高速鐵路）取代；於2007年決定採用專用通道方案後，不再與近郊客運線（即西鐵綫）共用路軌。

### 港口鐵路線
香港政府在2000年《鐵路發展策略2000》提出了兩個港口鐵路線方案，其中一個和1994年計劃類似，利用西鐵（近郊客運線）和北環線軌道連接葵涌和羅湖；另一個方案則是和東鐵（現東鐵綫）共用部份軌道。但是隨著鐵路貨運量越來越少，該計劃亦不了了之。2009年10月16日，運輸及房屋局局長簡介來年運輸科的施政綱領時指該計劃用地由於貨運業務萎縮等原因，將會改為永久物流用途。2009年10月29日，港鐵公司宣佈停辦貨運業務，意味著港口鐵路線已取消。